# Myriandra glauca
Myriandra glauca là một loài thực vật có hoa trong họ Bứa. Loài này được (Michx.) Spach mô tả khoa học đầu tiên năm 1836.